# Leptoconops petrocchiae
Leptoconops petrocchiae är en tvåvingeart som beskrevs av Shannon och Ponte 1927. Leptoconops petrocchiae ingår i släktet Leptoconops och familjen svidknott. Inga underarter finns listade i Catalogue of Life.